# Фехтель, Бернхард
Бе́рнхард Фе́хтель (нем. Bernhard Vechtel; 31 июля 1920, Ворен (близ Варендорфа), Северный Рейн-Вестфалия — 21 августа 1975, Шпайер, Рейнланд-Пфальц) — немецкий ас люфтваффе Второй мировой войны. Одержал 108 воздушных побед (все на Восточном фронте) в более чем 860 боевых вылетах. Награждён Рыцарским крестом Железного креста.

## Биография
Всю войну провёл в составе JG 51 «Мёльдерс». Служил в различных эскадрильях — 10-й, 11-й и 14-й. 3 января 1944 года Фехтель был награждён Почётным кубком люфтваффе и Немецким крестом в золоте. Через полгода, 27 июля этого же года, Фехтелю был вручён Рыцарский крест за его 93 воздушные победы на Восточном фронте. 1 мая 1944 года Бернхард одержал 8000-ю воздушную победу эскадры JG 51.
С 11 декабря 1944 года Фехтель командовал 14-й эскадрильей своей родной JG 51.

## Награды
- Почётный Кубок люфтваффе (3 апреля 1944)[2]
- Немецкий крест в золоте (28 января 1944)
- Рыцарский крест Железного креста (27 июля 1944) — фанен-юнкер, оберфельдфебель, лётчик 10-й эскадрильи JG 51 «Мёльдерс»[3]